# Главный центр предупреждения о ракетном нападении
820-й главный центр предупреждения о ракетном нападении (ГЦ ПРН) — узел управления российской системы предупреждения о ракетном нападении. Размещён около деревни Тимоново Солнечногорского района Московской области (Солнечногорск-7, в/ч 26302).
В ГЦ ПРН по специальным линиям связи высокой надёжности поступает информация от размещённых по всей территории страны радиолокационных станций дальнего обнаружения, а также от орбитальных космических объектов. Здесь эта информация анализируется на предмет обнаружения атаки межконтинентальными баллистическими ракетами. На основе результатов анализа выдаётся целеуказание для системы ПРО, а верховным главнокомандующим принимается решение об ответном ядерном ударе.

## История
Строительство ГЦ ПРН началось в 1965 году одновременно с двумя РЛС типа «Днестр-М» в Оленегорске и Скрунде, работавших в паре. 15 февраля 1971 года первая советская система раннего предупреждения официально заступила на боевое дежурство. Она была способна отслеживать пуски ракет с подводных лодок НАТО в Норвежском и Северном морях.
Система постоянно расширялась и совершенствовалась. В 1973 году подключены ещё два ОРТУ на основе РЛС «Днестр-М» (Мишелёвка и Балхаш-9), а с 1974 года станции этого типа модернизировались по проекту «Днепр». В 1978 году подключён комплекс оповещения «Крокус», в 1982 году — спутниковая система «Око». В 1984—1985 годах встали на дежурство две РЛС второго поколения «Дарьял» (Печора, Куткашен), прикрывшие северное и южное ракетоопасные направления.
После распада СССР объекты, оказавшиеся на территориях независимых государств, были заменены станциями нового семейства «Воронеж», располагаемыми только на территории РФ.

## Современное состояние
В 2011 году ГЦ ПРН вместе с ГЦ РКО и ГИКЦ вошёл в состав Космического командования ВВКО, а 1 августа 2015 года стал частью воссозданных Космических войск в составе ВКС России.
По состоянию на 2024 год ГЦ ПРН связаны десять ОРТУ:
- Оленегорск (57 орту, в/ч 16605, РЛС «Днепр»/«Даугава»)[6];
- Печора (378 орту, в/ч 96876, РЛС «Дарьял»)[7];
- Балхаш-9 (49 орту, в/ч 16601, РЛС «Днепр»)[8];
- Озеречье (474 орту, в/ч 03522, РЛС «Волга»)[9];
- Лехтуси (571 орту, в/ч 73845, РЛС «Воронеж»)[10];
- Мишелёвка (46 орту, в/ч 03908, РЛС «Воронеж»)[11];
- Армавир (в/ч 41003, РЛС «Воронеж»)[12];
- Светлогорск (РЛС «Воронеж»);
- Енисейск (РЛС «Воронеж»);
- Барнаул (РЛС «Воронеж»).